# Palaeoloxodon mnaidriensis
Palaeoloxodon mnaidriensis (Adams, 1874) è una specie estinta della famiglia Elephantidae, vissuta a Malta e in Sicilia nel Pleistocene (circa 150.000 - 100.000 anni fa).

## Descrizione
Nonostante fosse molto simile all'odierno elefante asiatico (Elephas maximus), questo elefante era di dimensioni molto inferiori. L'altezza stimata di questa specie era di 1,8 m per un peso medio di circa 1100 kg. Questo elefante nano visse nella stessa epoca di Palaeoloxodon antiquus, di cui è stato a lungo considerato una forma insulare, prima di essere riconosciuto come specie a sé stante.
Rispetto alla grande forma continentale, P. mnaidriensis presentava alcune significative differenze: oltre alla riduzione della taglia, sono da ricordare le orbite disposte più lateralmente, le zanne maggiormente ricurve, la perdita di due placche sul terzo molare superiore, ossa zigomatiche parallele l'una all'altra e una tuberosità deltoide dell'omero più pronunciata; altre caratteristiche (ad esempio le orbite più grandi) potrebbero essere legate a un effetto pedomorfico dovuto al nanismo insulare (Ferretti, 2008). Come altre specie di Palaeoloxodon, tuttavia, anche P. mnaidriensis presentava una forte cresta ossea sulla parte superiore del cranio, nota come "toro soprafrontale" (Trevisan, 1948).

## Classificazione
Questa specie venne descritta per la prima volta da Leith Adams nel 1870 con il nome di Elephas mnaidrae, sulla base di resti fossili ritrovati qualche anno prima nella zona di Mnajdra, sull'isola di Malta. Le grandi ossa, secondo la gente del luogo, erano ritenute appartenere a una razza di giganti scomparsi, costruttori dei famosi templi megalitici di Mnajdra.

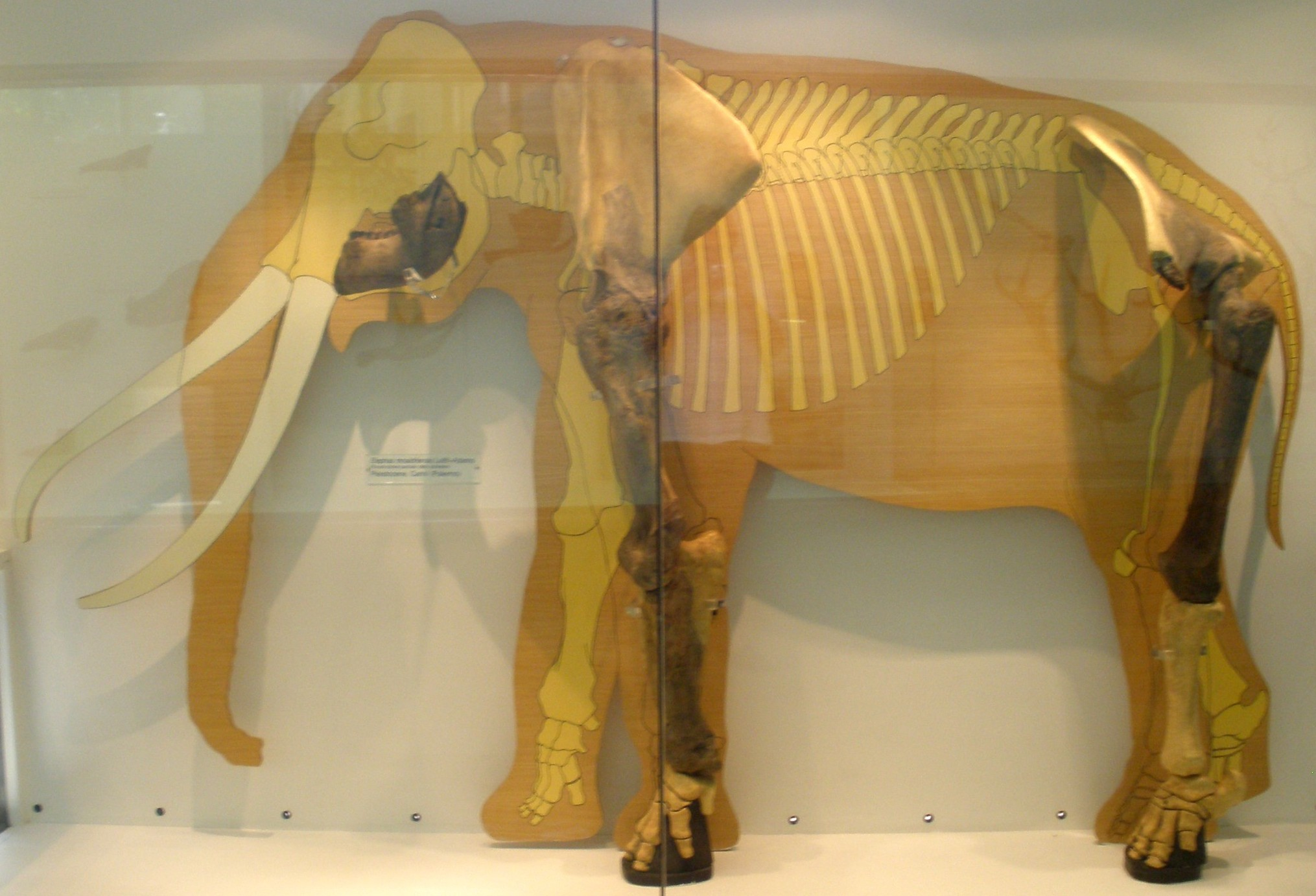
Fossili di Palaeoloxodon mnaidriensis

Leith Adams ridenominò i fossili con il nome di Elephas mnaidriensis pochi anni dopo (1874). Altri fossili di elefanti ritrovati in Sicilia, nella Caverna di San Teodoro, vennero attribuiti alla specie E. mnaidriensis sulla base della taglia e della probabile età dei reperti. Attualmente si ritiene che questa specie, insieme ad altre classicamente attribuite al genere Elephas, siano da ritenere a tutti gli effetti un complesso di specie distinte, raggruppate nel genere Palaeoloxodon (Ferretti, 2008).

## Paleobiologia e paleoecologia
Gli esemplari di Elephas mnaidriensis meglio studiati sono quelli siciliani, che tuttavia potrebbero appartenere a un'altra specie rispetto a quelli maltesi. In ogni caso, per lungo tempo si è ritenuto che le varie specie di elefanti "nani" di Malta e della Sicilia rappresentassero una sequenza di specie che via via ridussero le dimensioni, partendo dalla più antica Palaeoloxodon antiquus di grandi dimensioni, passando per P. mnaidriensis e P. melitensis, fino ad arrivare alla minuscola Palaeoloxodon falconeri, alta solo 90 centimetri. Studi più recenti hanno messo in luce come P. falconeri sia in realtà una specie più antica di P. mnaidriensis; è quindi probabile che le isole del Mediterraneo siano state teatro di ripetute invasioni da parte degli elefanti quando queste erano collegate al continente (Belluomini e Bada, 1985; Burgio e Cani, 1988).
Alcuni esemplari ritrovati in Sicilia, grandi poco meno delle forme continentali e descritti originariamente come E. antiquus leonardi, potrebbero essere i maschi della specie P. mnaidriensis: le due specie sono infatti state ritrovate negli stessi depositi nella zona di Contrada Fusco (Siracusa). Gli elefanti, infatti, presentano un dimorfismo sessuale altamente sviluppato e i maschi adulti possono essere più grandi delle femmine anche del 20% - 40% (Ferretti, 2008).
Presso il Museo Civico di Storia Naturale di Comiso sono conservati ed esposti i resti fossili di questa specie, rinvenuti nel territorio di Comiso e di Ragusa (Laura Bonfiglio e Gianni Insacco, 1992).